# جوردی فررون
جوردی فررون (اسپانیایی: Jordi Ferrón‎؛ زادهٔ ۱۵ اوت ۱۹۷۸) بازیکن و مربی فوتبال اهل اسپانیا است.
از باشگاه‌هایی که در آن بازی کرده‌است می‌توان به باشگاه فوتبال رایو وایکانو، باشگاه فوتبال بارسلونا سی، باشگاه فوتبال آلباسته بالومپیه، باشگاه فوتبال بارسلونا، باشگاه فوتبال رئال ساراگوسا، و باشگاه فوتبال بارسلونا بی اشاره کرد.
وی همچنین در تیم‌های ملی فوتبال زیر ۱۶ سال اسپانیا، زیر ۱۷ سال اسپانیا، زیر ۱۸ سال اسپانیا، زیر ۲۱ سال اسپانیا، و زیر ۲۳ سال اسپانیا بازی کرده‌است.